# San Pedro-bástya
A San Pedro-bástya a mexikói San Francisco de Campeche városában található erődítmény egyik része, a várfalat tagoló bástyák közül a hatodikként épült. Ma az INAH (Nemzeti Történelmi és Embertani Intézet) irodái működnek benne.

## Leírás
A város 16. századi alapítása után (főként a kalózok elleni védekezésül) katonai célú erődítmények építése kezdődött meg, de ezek az eredeti építmények azóta vagy megsemmisültek, vagy átalakították őket. A második ütemben, a 17. századtól végétől kezdve felépült egy nagyjából hatszög alakú városfal, amelyet négy kapu és nyolc bástya tagolt: ezek egyike a déli oldal keleti végén álló, a szárazföld felé néző, szabálytalan ötszög alaprajzú San Pedro-bástya.
Az építmény a 18. század elején valószínűleg az akkor még működő inkvizíció kínzásainak is színhelye lehetett. Mellette épült fel Mexikó első kórháza és a San Juan de Dios-templom, de a kórházépült ma már nem létezik. A 19. században a méridai kormány és az Antonio López de Santa Anna elleni háborúk során a bástyát katonai menedékként, valamint fegyver- és lőszerraktárként használták.
Négy kis saroktornyocskája ma is látható, az egyikben régen egy harang volt, amely a lakosságot figyelmeztette egy esetleges támadásra, egy másikban pedig egy ősrégi vécé található. A bástya bejárata fölött a névadó, Szent Péter jelképe látható: egy pápai tiara a mennyország kulcsaival. Bent egy kis udvar helyezkedik el, ahonnan egy lépcső vezet fel a tetőteraszra.

## Képek

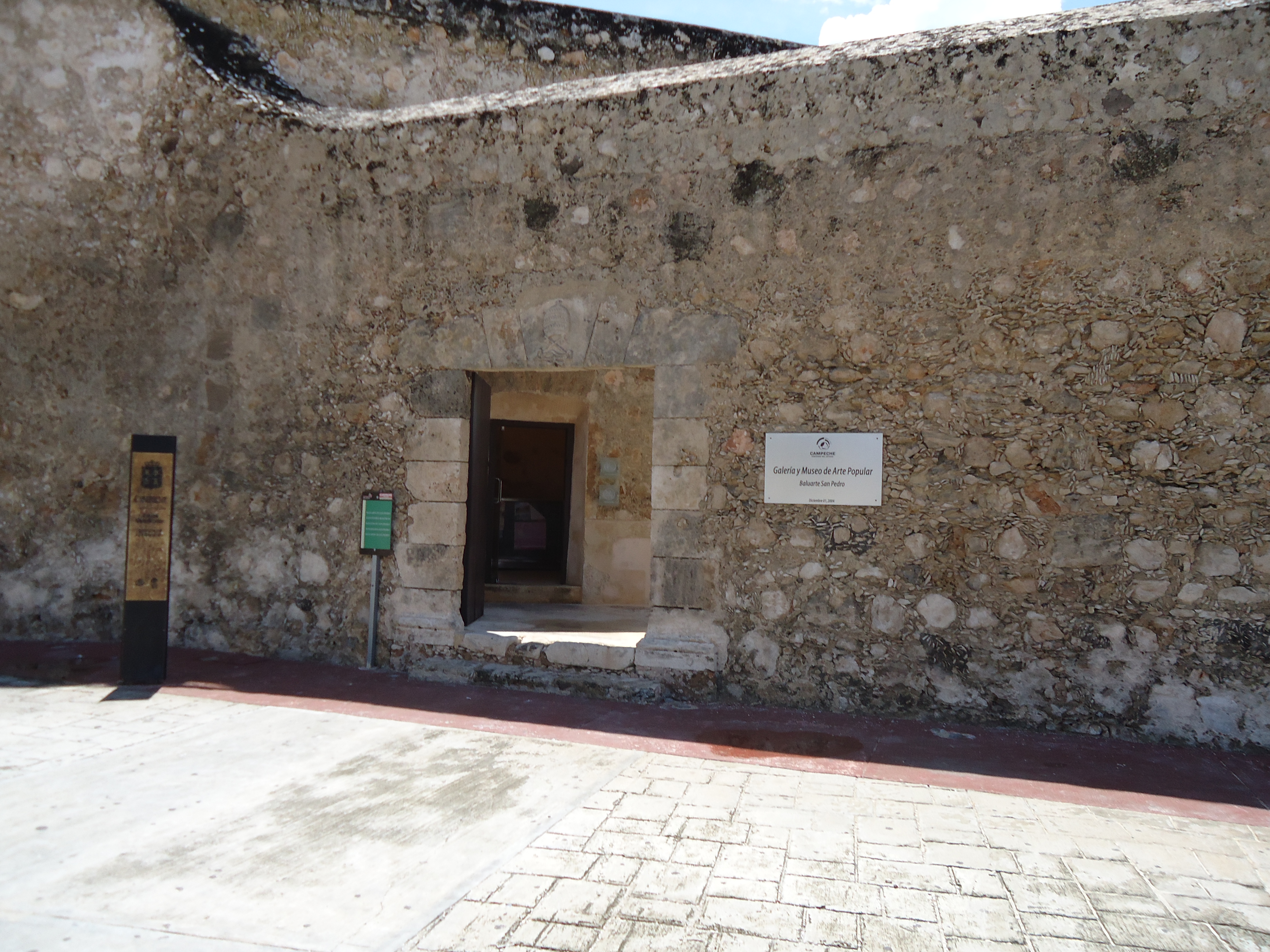
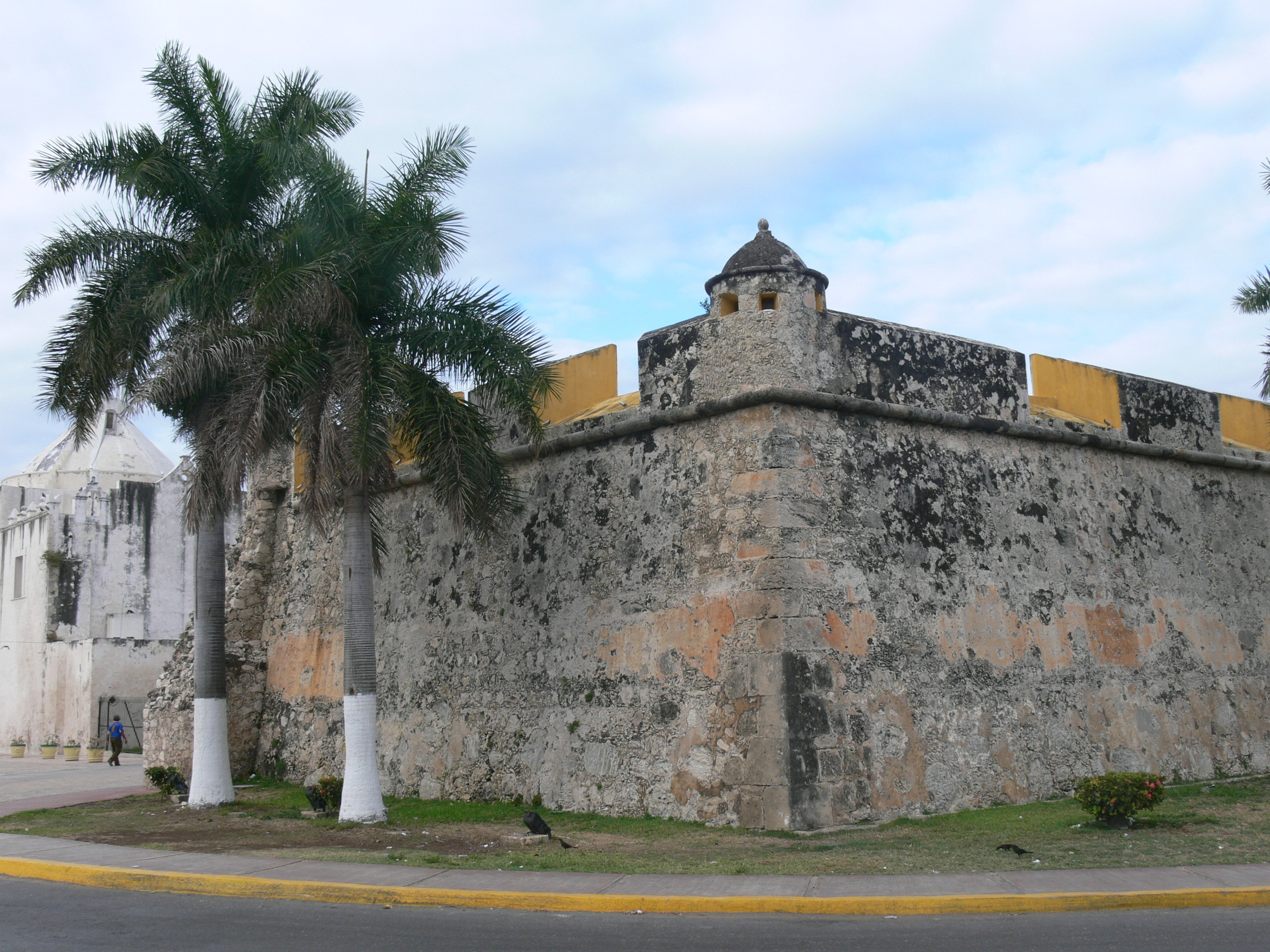
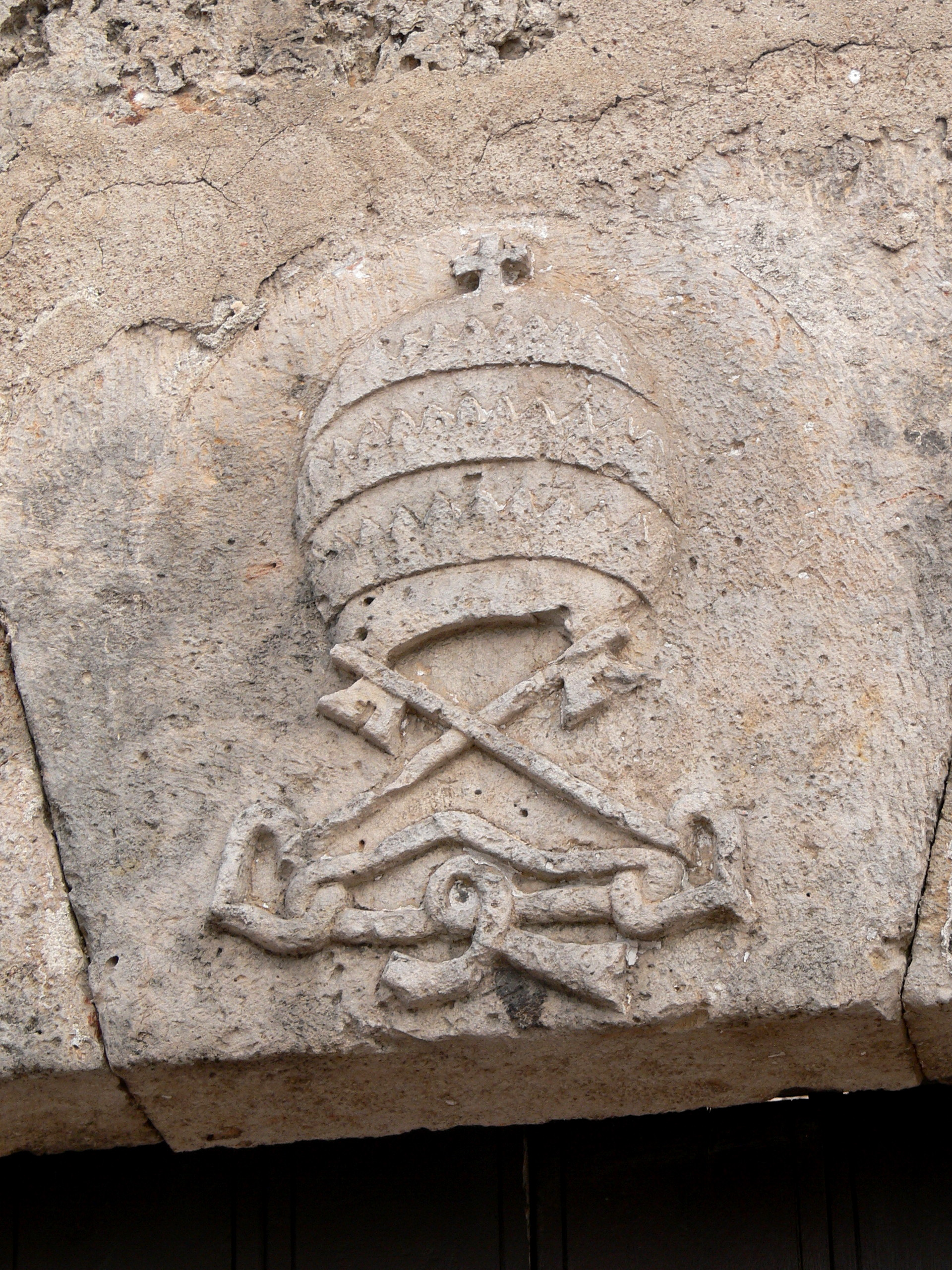